# Щедрик лісовий
Ще́дрик лісовий (Crithagra scotops) — вид горобцеподібних птахів родини в'юркових (Fringillidae). Мешкає в Південно-Африканській Республіці і Есватіні.

## Опис

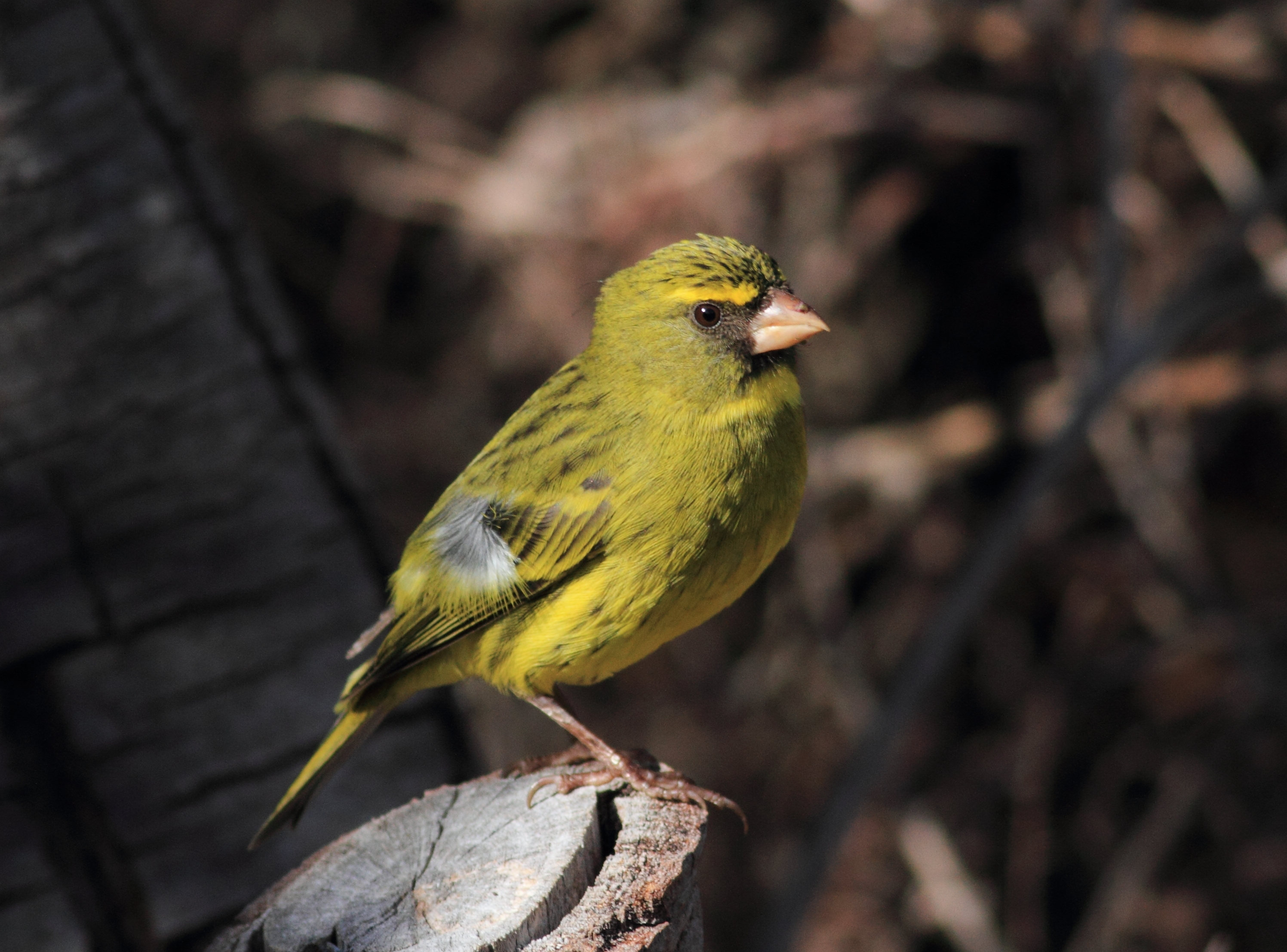
Лісовий щедрик

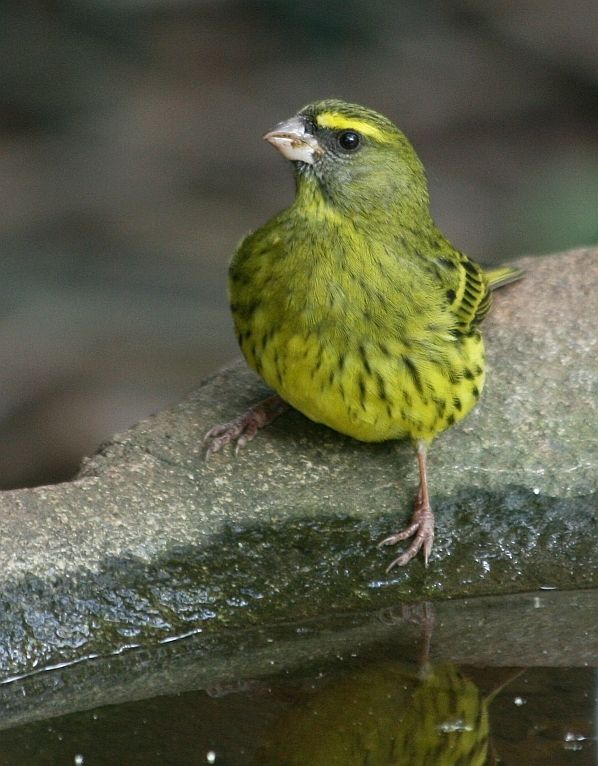
Лісовий щедрик

Довжина птаха становить 12,5-13 см, вага 13-18 г. Голова, спина і груди жовтувато-зелені, живіт і надхвістя жовті, махові пера чорнуваті з зеленувато-жовтими краями, хвіст чорний. У самців над очима жовті "брови", на обличчі чорнувата "маска". Самиці мають дещо тьмяніше, менш жовте забарвлення. Дзьоб і лапи тілесного кольору, очі темно-карі.

## Підвиди
Виділяють три підвиди:
- C. s. kirbyi Dowsett, 2012 — північний схід ПАР (Лімпопо);
- C. s. umbrosa (Clancey, 1964) — схід і південний схід ПАР (від Мпумаланги і західного Квазулу-Наталя до півдня Західнокапської провінції;
- C. s. scotops Sundevall, 1850 — схід і південний схід ПАР (узбережжя Квазулу-Наталя і Східнокапської провінції), схід Есватіні.

## Поширення і екологія
Лісові щедрики живуть у вологих рівнинних і гірських тропічних лісах і чагарникових заростях. Зустрічаються на висоті до 1000 м над рівнем моря. Живляться переважно насінням. Сезон розмноження триває з жовтня по березень. Гніздо чашоподібне, в кладці від 3 до 6 яєць. Інкубаційний період триває 2 тижні.